# Opération Kerbala 5
Guerre Iran-Irak
Batailles
- Opération Kaman 99
- Bataille de Khorramchahr
- Siège d'Abadan
- Opération Morvarid

- Bataille de Nasr
- Attaque sur H-3

- Opération Samen-ol-A'emeh
- Victoire Indéniable
- Beit ol-Moqaddas
- Ramadan

- Opération Anfal
- Valfajr 2
- Valfajr 6
- Badr
- 1re bataille d'Al Faw
- Kerbala 5 et 6
- Nasr 4

- Opération Nous nous en remettons à Dieu
- Opération Mersad

- Opération Sugar
- Opération Earnest Will
- Opération Prime Chance
- Opération Eager Glacier
- Incident de Bridgeton
- Opération Praying Mantis

- Opération Opéra (raid israélien)
- Incident de l’USS Stark
- Vol Iran Air 655

L’opération Kerbala 5 est une importante offensive iranienne menée en 1987 pendant la guerre Iran-Irak avec pour objectif de capturer la ville portuaire irakienne de Bassorah. Du fait de la lourdeur des pertes et des combats féroces ayant eu lieu entre Irakiens et Iraniens, l’opération Karbala 5 marque le début de la fin du conflit.
Le front reste stable jusqu'au déclenchement de l'opération Nous nous en remettons à Dieu (Tawakalna 'ala Allah) par les Irakiens en 1988 qui aboutit au retrait des forces iraniennes d'Irak.

## Prélude
Alors que la guerre Iran-Irak entre dans sa septième année, les deux camps souhaitent mettre fin à l'impasse. La cible de l'Iran est alors la ville de Bassorah, qui est à la fois un port essentiel et une voie d'exportation de son hydrocarbure vitale pour l'Irak. Selon les Iraniens, sa prise entraînerait la chute de Saddam Hussein. Déjà assiégée depuis 1982, les troupes iraniennes sont déterminées à livrer la « bataille finale » et à faire jonction avec leurs autres unités qui avaient capturé la péninsule d'Al Faw dans le sud de l'Irak. 
Le timing de l'opération coïncide avec l'hiver, les fortes pluies devant gêner les blindés et les défenses anti-aériennes irakiennes. Les Irakiens sont cependant déterminés à également sortir de l'impasse en « saignant à blanc » l'armée iranienne afin de briser le moral de ses soldats.
Les forces armées irakiennes disposent dans la région de six brigades de conscrits ainsi que deux brigades de la garde républicaine. Des digues sont installées sur le Chatt-el-Arab afin de préparer des positions défensives. De plus, des champs de mines, des casemates et du fil barbelé entourent les cinq lignes de défense. La stratégie iranienne visant à percer ces lignes défensives massives et d'encercler Bassora. 650 000 Pasdaran et Basij du Corps Mohammed, qui doivent être soutenus par des hélicoptères Bell et des CH-47 Chinook, sont mobilisés pour l'Opération. Le président de la République Islamique d'Iran déclare juste avant l'opération :
« Notre but est de détruire complètement la machine de guerre irakienne. Ici, près de Bassorah, Saddam ne peut rien faire et la lutte pour la chute de Bassorah signifierait sa propre mort. Nous voulons régler nos comptes avec l'Irak aux portes de Bassorah qui ouvrira la voie à la victoire finale que nous avons promis. »
L'opération Kerbala 4 est menée en décembre 1986, mais les défenseurs irakiens parviennent à repousser les troupes iraniennes. Deux semaines plus tard, Kerbala 5 est lancée.

## Déroulement de l'opération
Kerbala 5 débute le 9 janvier 1987 à minuit avec l'attaque des défenses irakiennes au sud du Lac poisson (étendue de désert à l'ouest de Shalamcheh) par les Basij et les Pasdaran. Un bataillon d'infanterie irakien est encerclé par les Iraniens. Une autre vague de soldats iraniens traverse le lac par bateau et ces derniers débarquent à l'ouest de la rive, en direction du Chatt-el-Arab. Des brigades de la garde républicaine irakienne lancent alors une contre-attaque et de lourdes pertes sont rapportées des deux côtés. Le village irakien de Ad Duayji qui oppose une faible résistance est capturé et le 10 janvier les Iraniens parviennent à percer deux des cinq lignes de défense irakiennes. Les blindés iraniens se retranchent et font feu sur Bassora et ses fortifications.
Le 14 janvier, les gardes-frontières irakiens se retrouvent pris en tenaille par des Iraniens progressant sur deux flancs. Après d'âpres combats et tirs d'artillerie, les Irakiens battent en retraite sur la rive occidentale du fleuve Jasim. Le 17 janvier, les troupes iraniennes capturent une île sur le Chatt-el-Arab mais sont finalement repoussées par l'armée irakienne. Les jours suivants, les Iraniens sont en mesure de sécuriser une tête de pont de 9,5 kilomètres en Irak. Les Irakiens admettent peu de temps après avoir perdu 50 à 60 avions (10% de leur force aérienne) par les tirs de missiles sol-air iraniens. Profitant de leur supériorité aérienne, les Iraniens lancent des raids contre des cibles irakiennes au sol. 
L'armée irakienne n'a alors temporairement plus de soutien aérien rapproché et par représailles les avions irakiens restants bombardent les lignes de ravitaillement des forces iraniennes ainsi que Téhéran et d'autres grandes villes iraniennes à l'aide de bombes chimiques. Environ 3 000 civils iraniens sont tués dans ces attaques et l'Iran prend la décision de tirer ses missiles à longue portée sur l'Irak. Finalement, l'aviation irakienne refait son apparition sur le champ de bataille.
Le 22 janvier, les Iraniens lancent à nouveau une offensive et parviennent à percer la quatrième des cinq lignes de défense irakiennes. Bassora n'est alors plus qu'à 12 kilomètres à l'est. La Radio-Télévision de la République Islamique d’Iran (IRIB) diffuse des images de la banlieue de Bassora, mais les troupes iraniennes au sol ne sont pas en mesure de progresser encore plus. Les bombardements, les tirs d'artillerie et de missiles à moyenne portée se font de plus en plus intenses, l'armée irakienne fait alors évacuer les civils de la ville.
La situation se détériore au point que Saddam Hussein ne passe plus en revue ses troupes sur le front. Saddam relève de son poste le major-général Khalil al-Dhouri du 3e Corps irakien et fait exécuter ses subordonnés. Il est remplacé par le général Dhia ul-Din Jamal du 5e Corps irakien déployé jusque-là dans le nord du pays. Afin de regarnir ses troupes, le gouvernement irakien prend la décision de faire passer l'âge militaire à 15 ans. Le 28 janvier, alors que les Iraniens tiennent toujours le lac poisson, les îles Umm al-Tawil, ainsi que le fleuve Jasim et le village de Duayji, la garde républicaine irakienne mène une contre-attaque en faisant usage à grande échelle des blindés, de l'artillerie et des hélicoptères de combat. Les Irakiens montent à l'assaut des positions iraniennes à l'ouest du lac poisson puis progressent en direction du Jasim. L'artillerie irakienne continue de pilonner pendant ce temps les lignes de ravitaillement iraniennes. Durant la contre-offensive, le commandant iranien Hossein Kharrazi est tué. Malgré cela, les Iraniens tentent à nouveau de percer les lignes irakiennes et de prendre Bassora, mais sont repoussés par les troupes irakiennes. Le haut-commandement irakien affirme dans une déclaration que 81 brigades et bataillons irakiens ont été anéantis, résultant en la destruction de 700 chars, de 1 500 autres véhicules blindés, de 250 canons anti-aériens, de 400 pièces d'artillerie et de 70 avions de combat ainsi qu'en la mort de 40 000 soldats irakiens. Les pertes iraniennes s'élèveraient quant à elles à 65 000 tués durant cette bataille.

## Kerbala 6 et Karbala 7
Alors que l'opération Karbala-5 est menée pour prendre la ville de Bassora, les opérations Karbala-6 à Qasr Shirin et Karbala-7 au Kurdistan irakien sont également lancées en parallèle pour empêcher les Irakiens de transférer des unités vers leurs lignes de défense à Bassora. Ces opérations ont pour objectif de détourner les blindés irakiens de la ville durant l'attaque Karbala-5. Les Basijis sont alignés tôt le matin et envoyés sur le front plus tôt que prévu, car il est considéré que l'ennemi s'attend à quelque chose. Dans cette opération synchronisée, environ 10 000 volontaires Basij, la 77e division mécanisée de l'armée régulière et une division des Pasdarans sont mobilisés pour l'offensive et infligent de lourdes pertes aux troupes irakiennes. Bien que réussissant à détourner de nombreux blindés irakiens du champ de bataille, les Irakiens parviennent à conserver la ville.